# Mudry CAP 20
Il Mudry CAP 20 è una famiglia di aerei monoplano acrobatici monoposto di fabbricazione francese.

## Storia del progetto
Il Mudry CAP 20 è stato sviluppato contemporaneamente al CAP 10, come versione acrobatica monoposto. È stata seguita da una versione leggera designata come CAP 20L che, a sua volta, è poi evoluta nel CAP 21, equipaggiato con un'ala di disegno più sofisticato.
Il CAP 20 è stato sviluppato come una versione acrobatica monoposto del CAP 10; è stato utilizzato dalla squadra acrobatica dell'aeronautica francese, Equipe de Voltige Aerienne. Il CAP 20L è esternamente simile al 20, ma con una progettazione strutturale differente. La configurazione dell'ala è più angolare; il diedro è inferiore (1,5°); la fusoliera ha una sezione differente, con una parte superiore arrotondata. Le sue dimensioni sono leggermente ridotte e il peso a vuoto era considerevolmente più basso (la L sta per leger o leggero ).
La produzione della 20L fu sospesa nel luglio 1979, quando l'azienda decise di migliorare ulteriormente la progettazione delle ali. Tuttavia, assieme all'introduzione della nuova ala, il design generale è stato modificato al punto che è stata utilizzata una nuova designazione (CAP 21) per designare la serie.
Il CAP-21 è stato quindi sviluppato come base per il CAP-230.

## Varianti
CAP 20
Variante iniziale, 9 aeromobili (1 CAP-20, 3 CAP-20A, 4 CAP-20B, 1 CAP-20E)
CAP 20L-180
Variante leggera equipaggiata con un motore da 180 hp Avco Lycoming, prodotto un solo velivolo.
CAP 20LS-200
Variante leggera equipaggiata con un motore da 200 hp Avco Lycoming IO-360-RCF, 12 velivoli.
CAP 21
Variante migliorata con nuova ala basata su un profilo alare ridisegnato e nuovo carrello di atterraggio, 18 aerei.
CAP-21-260
Variante del CAP21 alimentata con un motore da 260 hp.

## Utilizzatori

### Militari
Francia
- Armée de l'air

### Pubblicazioni
- Mudry CAP 20, in Aerei da guerra, Ginevra - Novara, Edito Service S.A. - Istituto Geografico De Agostini, 1993.